# بابك
بابك (بالإنجليزية: Babek)‏ هي مدينة وبلدية وعاصمة مقاطعة بابك (مقاطعة ناخشيفان) في جمهورية نخجوان الذاتية الحكم في أذربيجان. يبلغ عدد سكانها 3252 نسمة وذلك حسب إحصائيات سنة 2010. يبلغ ارتفاع المدينة عن سطح البحر قرابة 827 متر.

## الموقع
تقع بابك في الجزء الأوسط من جمهورية ناختشيفان ذات الحكم الذاتي.

## التسمية
قبل عام 1978، كانت تعرف باسم طازاكند (Tazakand). قبل أن يتم تغيير اسمها الي بابك، تكريما للزعيم الثوري الفارسي بابك الخرمي.

## التاريخ
فتح مدينة بابك بخراسان
جهز المعتصم جيشاً كثيراً مدداً للأفشين على محاربة بابك، وبعث إليه ثلاثين ألف ألف درهم نفقة للجند، فاقتتلوا قتالاً عظيماً، وافتتح الأفشين البذ مدينة بابك واستباح ما فيها. وذلك بعد محاصرة وحروب هائلة وقتال شديد وجهد جهيد. وافتتحت بابك في يوم الجمعة 20 رمضان 222 هـ وأخذ جميع ما فيه من الأموال مما قدر عليه.

## الديموغرافيا
اعتبارا من عام 2010، كان عدد سكان بابك 3252 شخص.